# Matthew John Armstrong
Matthew John Armstrong (ur. 28 sierpnia 1973 roku w Chicago, Illinois) – amerykański aktor telewizyjny i filmowy, występował w roli Pete’a Pryora w serialu American Dreams (2002-2005) oraz jako Ted Sprague w serialu Herosi (2006-2007).

## Filmografia

### Filmy fabularne
- 2000: David Cassidy (The David Cassidy Story, TV) jako Nick Hiller
- 2003: Studio City (film krótkometrażowy) jako Tom Mason
- 2008: Porwanie Jesse Bookmana (Abduction of Jesse Bookman) jako Mac McDaniels
- 2010: The Profile jako agent specjalny Hughes

### Seriale TV
- 1999: Turks jako Joey Turk
- 2000: Wilder Days jako Sean Wilder
- 2000: Sprawy rodzinne (Family Law)
- 2002-2005: American Dreams jako Pete Pryor
- 2003: The Shield: Świat glin (The Shield) jako Lou
- 2003: Obława (Dragnet) jako Michael Byrne
- 2005: Jordan w akcji (Crossing Jordan) jako John Bailey
- 2005: Dr House (House) jako Kalvin
- 2006: Wzór (NUMB3RS) jako Richard Davis
- 2006-2007: Herosi (Heroes) jako Ted Sprague
- 2007: The Virgin of Akron, Ohio jako Vince Lowder
- 2008: Raising the Bar jako Adam Nolan
- 2009: Mentalista (The Mentalist) jako zastępca Nick Fisher
- 2009: Prywatna praktyka (Private Practice) jako Daron Rousakis
- 2010: CSI: Kryminalne zagadki Miami (CSI: Miami) jako Jeffrey Lipton
- 2011: Kości (Bones) jako William Preston
- 2011: Nie z tego świata (Supernatural) jako Elias Finch / Phoenix
- 2011: Breakout Kings jako Carl McCann
- 2011: Żar młodości (The Young and The Restless) jako Lee
- 2012: American Horror Story jako detektyw
- 2012: Supermamuśki (Supermoms) jako strażak Tim
- 2013: American Horror Story jako Byers
- 2013: Justified: Bez przebaczenia (Justified) jako Hitman
- 2013: Anatomia prawdy (Body of Proof) jako Paul Winters
- 2014: Pułapki umysłu (Perception) jako dr Rhodes